# Kiyoura Keigo
Bá tước Kiyoura Keigo (清浦 奎吾 (Thanh Phố Khê Ngô) 14 tháng 2 hoặc 27 tháng 3 năm 1850 – 5 tháng 11 năm 1942) là chính trị gia người Nhật. Ông là Thủ tướng Nhật Bản từ 7 tháng 1 năm 1924 đến 11 tháng 6 năm 1924, trong suốt giai đoạn này đã được các sử gia gọi là "Dân chủ Taishō".